# The Making of A Night at the Opera
The Making of A Night at the Opera – dwupłytowe wydawnictwo DVD grupy Queen z 3 kwietnia 2006. Zawiera materiał z albumu A Night at the Opera oraz specjalne dodatki. 
Na pierwszej płycie znajdują się wszystkie utwory z albumu oraz:
- wywiady i analizy utworów;
- akustyczne wersje utworów „'39” i „Love of My Life” w wykonaniu Briana Maya
- utwór „Sweet Lady” (fragment koncertu grupy w Hyde Parku w Londynie z 18 września 1976)

Na drugiej płycie również znajdują się utwory z albumu oraz teledyski do „Bohemian Rhapsody” i „You’re My Best Friend”.